# Fèlix Alonso i Cantorné
Fèlix Alonso i Cantorné (Barcelona, 8 d'agost de 1959) és un polític català, exalcalde d'Altafulla i diputat al Congrés dels Diputats en la XI legislatura.

## Biografia
És llicenciat en Geografia i Història per la Universitat de Barcelona. El 1976 començà a treballar a Catalunya Express i des de 1981 treballa al diari Sport.
El mateix 1981 ingressà a l'Associació de Veïns del Baix Guinardó, on participà en la campanya a favor del Parc de les Aigües i s'implica en l'activisme veïnal, arribant a ser portaveu de la coordinadora d'aturats del districte d'Horta-Guinardó. Alhora començà a militar en el Partit dels Comunistes de Catalunya i a Comissions Obreres de Catalunya, participant en la fundació del Sindicat de Periodistes de Catalunya. Forma part del comitè d'empresa del diari Sport i s'implica en els conflictes laborals dels diferents diaris.
El 1999 es trasllada a viure a Altafulla, on hi organitza la secció local d'Esquerra Unida i Alternativa. A les eleccions municipals espanyoles de 2003 s'hi presenta com a cap d'Alternativa Baix Gaià, i esdevé la segona força més votada. Durant la presidència de la Generalitat de Pasqual Maragall va ser membre del consell assessor de la Corporació Catalana de Ràdio Televisió de Catalunya i en 2006 director general de Relacions Institucionals. A les eleccions municipals de 2007 s'hi presenta com a Alternativa Altafulla, i per fi a les eleccions municipals de 2011 és escollit alcalde d'Altafulla. Durant el seu mandat ha estat membre del Consell Comarcal del Tarragonès, membre de la direcció de l'Associació de Municipis per la Independència i s'ha oposat públicament al projecte BCN World.
A les eleccions municipals de 2015 fou reescollit alcalde d'Altafulla. Simultàniament, a les eleccions generals espanyoles de 2015 i 2016 fou elegit diputat per la circumscripció de Tarragona dins les llistes d'En Comú Podem.
Un cop deixà el Congrés dels Diputats, l'agost de 2019 fou nomenat director general de Consum del Govern de les Illes Balears, càrrec que abandonà el mes de juny de 2023. Durant aquests prop de quatre anys dedicà bona part de la seva activitat a la defensa dels consumidors, destacant especialment la primera sanció contra un banc per publicitat enganyosa en la concessió i tramitació d'hipoteques.
El juliol de 2023 fou escollit novament diputat al Congrés per la circumscripció de Tarragona a les llistes de Sumar En Comú Podem